# Eugauria
Eugauria is een geslacht van vlinders van de familie van de grasmotten (Crambidae), uit de onderfamilie van de Musotiminae. De wetenschappelijke naam en de beschrijving van dit geslacht werden voor het eerst in 1901 gepubliceerd door Pieter Snellen. 
Dit geslacht is monotypisch, dat wil zeggen dat het maar één soort heeft namelijk Eugauria albidentata (Hampson, 1897).